# Издательство Нью-Йоркского университета
Издательство Нью-Йоркского университета (англ. New York University Press, сокр. NYU Press) — университетское издательство Нью-Йоркского университета.

## История и деятельность
Основано в 1916 году канцлером Нью-Йоркского университета Элмером Эллсуортом Брауном.
Издательством было выпущено собрание сочинений Уолта Уитмена. Кроме того, им были опубликованы труды Генри Дженкинса «Конвергентная культура. Столкновение старых и новых медиа» Шилу Рубин Шварц «Жена рабби», а также «Энциклопедия еврейской жизни до и в течение Холокоста». В числе других значимых авторов Сэмюел Дилэни, Марк Денбо, Кэри Нельсон и Джонатан Хафетц.
Дистрибютором издательства являются: Ingram Publisher Services (США) и Brick Lane Publishing (Великобритания).

## Директора
- Артур Хантингтон Насон — 1916—1932
- без директора — 1932—1946
- Джин Б. Барр — 1946—1952
- Филмор Хайд — 1952—1957
- Уилбур Макки — 1957—1958
- Уильям Б. Харви — 1958—1966
- Кристофер Кентера — 1966—1974
- Малькольм К. Джонсон — 1974—1981
- Колин Джонс — 1981—1996
- Нико Пфунд — 1996—2000
- Стив Майковски — 2001—2014
- Эллен Чодош — с 2014 года